# Metnal
Metnal es el noveno nivel del infierno maya, el más siniestro, regido por Ah Puch, señor de la muerte y rey de ese lugar. Algunas textos lo ubican fuera del Xibalbá, posiblemente para enfatizar su papel como lugar de castigo para los pecadores.
En el ámbito de la ficción, Metnal es el nombre de un planeta en la historieta de Karmatrón y los Transformables.
- Datos: Q3307408